# 금당국민학교 대화분교
금당국민학교 대화분교는 대한민국 전라남도 완도군 금당면 육산리 산 332에 있었던 국민학교 분교이다.

## 연혁
- 1973년 10월 10일 금당국민학교 대화분교 설립 인가
- 1973년 11월 10일 대화분교장 개교
- 1974년 3월 1일 도서벽지학교 '을'급 지정
- 1986년 1월 1일 도서벽지학교 '나'급 조정
- 1989년 12월 18일 금당국민학교 통폐합